# Dineutus ciliatus
Dineutus ciliatus är en skalbaggsart som beskrevs av Forsburg 1821. Dineutus ciliatus ingår i släktet Dineutus och familjen virvelbaggar. Inga underarter finns listade i Catalogue of Life.